# Lac Pascalis
Lac Pascalis är en sjö i Kanada.   Den ligger i regionen Abitibi-Témiscamingue och provinsen Québec, i den sydöstra delen av landet, 300 km norr om huvudstaden Ottawa. Lac Pascalis ligger 306 meter över havet. Arean är 28,5 kvadratkilometer. Den sträcker sig 6,0 kilometer i nord-sydlig riktning, och 8,4 kilometer i öst-västlig riktning.
Trakten runt Lac Pascalis är nära nog obefolkad, med mindre än två invånare per kvadratkilometer.